# Maroonned Live
Marooned Live – płyta koncertowa niemieckiego thrashmetalowego zespołu Sodom, wydana 1 września 1994 przez Steamhammer/SPV. 
Materiał został nagrany podczas koncertu zespołu 10 maja 1994 w Hamburgu, podczas trasy promującej album Get What You Deserve.

## Lista utworów
1. „Intro” – 0:35
2. „Outbreak of Evil” – 2:51
3. „Jabba the Hutt” – 2:34
4. „Agent Orange” – 5:31
5. „Jesus Screamer” – 1:48
6. „Ausgebombt” – 2:51
7. „Tarred and Feathered” – 3:24
8. „Abuse” – 1:33
9. „Remember the Fallen” – 4:45
10. „An Eye for an Eye” – 4:00
11. „Tired and Red” – 5:06
12. „Eat Me!” – 2:54
13. „Die Stumme Ursel” – 3:20
14. „Sodomized” – 2:47
15. „Gomorrah” – 1:56
16. „One Step over the Line” – 4:16
17. „Freaks of Nature” – 2:53
18. „Aber Bitte mit Sahne” – 5:17 (Cover Udo Jürgens)
19. „Silence Is Consent” – 2:52
20. „Wachturm/Erwachet” – 4:24
21. „Stalinhagel” – 7:01
22. „Fratricide” – 2:53
23. „Gone to Glory” – 1:58

## Twórcy
- Tom Angelripper – wokal, gitara basowa
- Andy Brings – gitara
- Atomic Steif – perkusja